# Lee Siu-kei
Lee Siu-kei (en chinois : 劉德華, 4 décembre 1949 - 2 juin 2019), aussi connu sous le nom de Keith Lee, est un acteur, réalisateur, scénariste et producteur hongkongais.
Ayant joué des rôles secondaires dans plus de 40 films, il est connu dans les années 1980 et 1990 comme l'un des « Quatre grands méchants du cinéma hongkongais (zh) » avec Shing Fui-on, Ho Ka-kui (en) et Wong Kwong-leung. Mais il a aussi tenu des rôles comiques dans les films de Stephen Chow comme The God of Cookery (1996) ou King of Comedy (1999).

## Biographie
En tant que membre de la triade, Lee Siu-kei entre dans le monde du cinéma dans les années 1980 comme consultant sur les films de triades après proposition de Ringo Lam.
Il subit un accident vasculaire cérébral début 2015, ce qui affecte sa mobilité. Depuis lors, son implication dans le cinéma a beaucoup diminué. Il admet connaître des difficultés financières car la plus grande partie de ses économies ont été dépensées pour des traitements médicaux.
En février 2019, il épouse sa compagne Yau Hau-ching, 58 ans, avec qui il est en couple depuis 30 ans, dans l’espoir que cela lui porte chance pour l’aider à se rétablir. Le 2 juin 2019, il meurt d'un cancer du foie au Queen Elizabeth Hospital (Hong Kong) à l'âge de 69 ans.

## Filmographie
- Kung Fu VS Acrobatic (1990)
- Les Dieux du jeu 2 (1991)
- Fist of Fury 1991 (1991)
- The Heroic Trio (1993)
- My Hero 2 (1993)
- Raped by an Angel (1993)
- A Moment of Romance 2 (1993)
- Perfect Exchange (1993)
- Peace Hotel (1995)
- Those Were the Days... (1995)
- They Don't Care About Us (1996)
- Feel 100% (1996)
- Young and Dangerous (1996)
- Young and Dangerous 3 (1996)
- Rebekah (1996)
- The God of Cookery (1996)
- Hold You Tight (1997)
- Those Were the Days (1997)
- Young and Dangerous 4 (1997)
- Full Alert (1997)
- Lawyer Lawyer (1997)
- Chinese Box (1997)
- We're No Bad Guys (1997)
- Chinese Midnight Express (1998)
- The Lucky Guy (1998)
- Young and Dangerous 5 (1998)
- Portland Street Blues (1998)
- Young and Dangerous: The Prequel (1998)
- The Storm Riders (1998)
- King of Comedy (1999)
- The Tricky Master (1999)
- The Legendary Tai Fei (1999, scénariste et producteur)
- Century of the Dragon (1999)
- Those Were the Days... (2000)
- The Triad Zone (2000)
- Love Undercover (2002)
- Himalaya Singh (2005)
- Flirting Scholar 2 (2010)
- La Vie sans principe (2011)
- Turning Point 2 (2011)
- La Guerre des Cartels (2013)